# Wereldkampioenschap dammen 1954 (match)

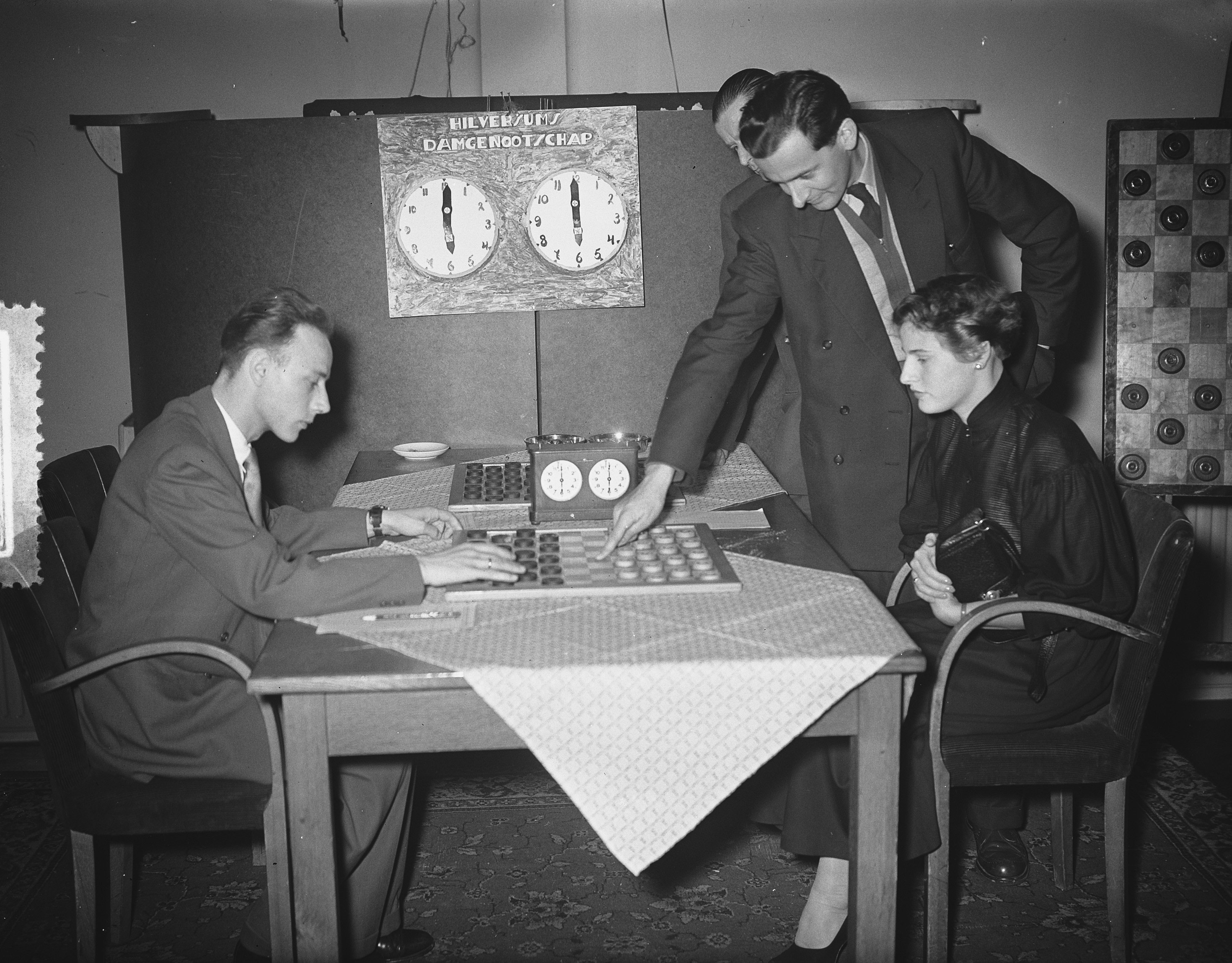
Opening van de match, links Roozenburg, rechts zittend Geertje Wielema die voor Huisman (staand daarachter) de openingszet mocht doen.

De match om het wereldkampioenschap dammen 1954 werd van donderdag 14 oktober tot en met zaterdag 30 oktober 1954 gespeeld door titelhouder Piet Roozenburg en Wim Huisman. De match, die gespeeld werd in verschillende Nederlandse plaatsen, bestond uit 12 partijen en eindigde met een score van 16-8 in het voordeel van Piet Roozenburg.

## Uitslagen
| Rang | Land | Naam            | 1 | 2 | 3 | 4 | 5 | 6 | 7 | 8 | 9 | 10 | 11 | 12 | punten |
| ---- | ---- | --------------- | - | - | - | - | - | - | - | - | - | -- | -- | -- | ------ |
| 1    | NED  | Piet Roozenburg | 1 | 1 | 1 | 1 | 1 | 2 | 1 | 2 | 1 | 1  | 2  | 2  | 16     |
| 2    | NED  | Wim Huisman     | 1 | 1 | 1 | 1 | 1 | 0 | 1 | 0 | 1 | 1  | 0  | 0  | 8      |

## Rondes
| Ronde | Dag       | Datum           | Plaats           |
| ----- | --------- | --------------- | ---------------- |
| 1     | donderdag | 14 oktober 1954 | Leiden           |
| 2     | zaterdag  | 16 oktober 1954 | Huissen          |
| 3     | maandag   | 18 oktober 1954 | Alkmaar          |
| 4     | dinsdag   | 19 oktober 1954 | Hilversum        |
| 5     | donderdag | 21 oktober 1954 | Rotterdam        |
| 6     | vrijdag   | 22 oktober 1954 | Utrecht          |
| 7     | zaterdag  | 23 oktober 1954 | 's-Hertogenbosch |
| 8     | maandag   | 25 oktober 1954 | Leiden           |
| 9     | dinsdag   | 26 oktober 1954 | IJmuiden         |
| 10    | woensdag  | 27 oktober 1954 | Velsen           |
| 11    | donderdag | 28 oktober 1954 | Santpoort        |
| 12    | zaterdag  | 30 oktober 1954 | IJmuiden         |

Toernooi:
1912 · 
1925 · 
1928 · 
1931 · 
1948 · 
1952 · 
1956 · 
1960 · 
1964 · 
1968 · 
1972 · 
1976 · 
1978/79 · 
1980 · 
1982 · 
1983 · 
1984 · 
1986 · 
1988 · 
1990 · 
1992 · 
1994 · 
1996/97 · 
2001 · 
2003 · 
2005 · 
2007 · 
2009 · 
2011 ·
2013 ·
2015 ·
2017 ·
2019 ·
2021 ·
2023 ·
2025

Match:
1932 · 
1933 · 
1934 · 
1936 · 
1936 · 
1937 · 
1938 · 
1945 · 
1947 · 
1951 · 
1954 · 
1958 · 
1959 · 
1961 · 
1965 · 
1968 · 
1969 · 
1972 · 
1973 · 
1974/75 · 
1979 · 
1981 · 
1983 · 
1984 · 
1985 · 
1987 · 
1990 · 
1991 · 
1993/94 · 
1996 · 
1998 · 
2003 · 
2004 · 
2006 · 
2009 ·
2013 ·
2015 ·
2016 ·
2018/19 ·
2022 ·
2024